# Global Terrorism Database

Terroristincidenter i världen. GTD har påpekat att databasen är olämplig för att titta på trender över tid eftersom den utöver GTD:s egna data också består av data insamlat från tre oberoende projekt.

Global Terrorism Database (GTD) är en databas över incidenter av terrorism sedan 1970. Databasen underhålls av National Consortium for the Study of Terrorism and Responses to Terrorism (START) vid University of Maryland i USA. Den sponsras av USA:s inrikessäkerhetsdepartement (U.S. Department of Homeland Security, DHS).
Databasen används bland annat för att sammanställa Global Terrorism Index (GTI) som publiceras av Institute for Economics and Peace. Den används ofta som källa för självmordsattacker av media.
START beskriver databasen som den mest omfattande, icke hemligstämplade databasen över incidenter av terrorism i världen och innehåller över 125 000 terroristattacker. På hemsidan kan besökare söka i databasen. Där tillhandahålls även hela databasen (omkring 50 MB) för nedladdning och en fil med instruktioner.

## Metodik
GTD innehåller data insamlat från tre oberoende projekt. Ett med data 1970−1998, ett 1998−2008 och ett 2008−2011. Först 2011 började GTD samla in egna data. Det gör databasen olämplig för att titta på trender över tid, något som GTD själva har påpekat. Det har inte hindrat varken GTD eller medier att göra just det.
GTD har kommenterat att databasen genomgående använder samma inkluderingskrav. GTD har även kommenterat att det ökade informationsflödet gör det lättare att samla in data, vilket kan leda till ökad rapportering av incidenter utan att den faktiska förekomsten av incidenter har ökat. Att de försöker kompensera för detta genom att komplettera historiska data, men att det är svårt då källor eroderar över tid.
Den ändrade metodiken ger sken av en kraftig ökning globalt av självmordsattacker de senaste åren (2014). En kraftig ökning mellan 2011 och 2014 kan tillskrivas att GTD var bättre rustade att hitta incidenterna än en faktisk ökning av incidenter.